# Marcellus Higi
Marcellus Higi OSB (* 25. März 1878 in Bierlingen; † 16. November 1941 in  Theresienstadt) war ein deutscher römisch-katholischer Geistlicher, Benediktiner und Märtyrer.

## Leben
Adolf Higi wuchs als Sohn eines Schuhmachers in Starzach westlich von Rottenburg am Neckar auf. Er besuchte in Prag die Oblatenschule des benediktinischen Emmausklosters und trat am 15. Oktober 1897 in das Kloster ein. Er erhielt den Ordensnamen Marcellus. Nach einem Noviziatsjahr studierte er in der Erzabtei Beuron und wurde dort am 20. September 1903 zum Priester geweiht. Dann ging er nach Prag zurück und wurde in der Oblatenschule (bis 1915) Präfekt und Lehrer. Nach kurzem Aufenthalt in der Abtei Gerleve übernahm er wieder verschiedene Aufgaben in Prag, wirkte nach dem Ersten Weltkrieg mit bei der Wiedererrichtung der Abtei Neresheim, sowie von Kloster Grüssau in Niederschlesien, und blieb auf Dauer in Prag.
Aus unbekannten Gründen wurde er im Mai 1941 verhaftet, zwar im September freigesprochen, dann aber sofort wieder verhaftet und in das Gestapo-Gefängnis von Theresienstadt verbracht. Dort starb er am 16. November 1941 unter nicht genau bekannten Umständen. Der Prior des Stiftes Breunau beerdigte ihn auf dem Friedhof von Pocaply.

## Gedenken
Die deutsche Römisch-katholische Kirche hat Marcellus Higi als Märtyrer aus der Zeit des Nationalsozialismus in das deutsche Martyrologium des 20. Jahrhunderts aufgenommen.
Im Gemeindezentrum der Pfarrei St. Martinus in Bierlingen ist ein Saal nach ihm benannt.